# Arteră profundă a clitorisului

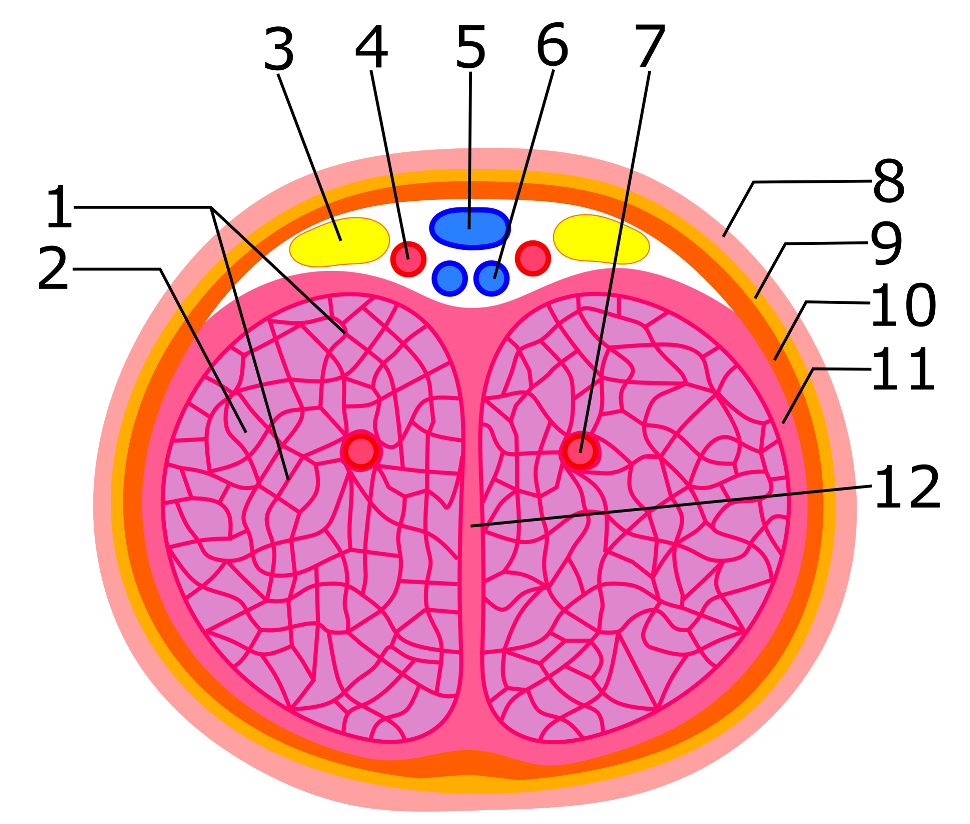
Secțiune transversală prin corpul clitorisului:1 - Trabeculele corpului cavernos;
2 - Cavernă (lacună);
3 - Nerv dorsal al clitorisului;
4 - Arteră dorsală a clitorisului;
5 - Vena dorsală superficială;
6 - Vena dorsală profundă;
7 - Artera profundă a clitorisului;
8 - Piele;
9 - Țesut subcutanat;
10 - Fascia clitorisului;
11 - Tunica albuginea;
12 - Septul median al corpului clitorisului.

Artera profundă a clitorisului (artera cavernoasă a clitorisului) este o ramură (dublă) a arterei pudendale interne. Artera profundă măsoară în medie circa 2 cm în lungime. Arterele profunde pătrund în corpii cavernoși prin suprafața laterală a clitorisului și se divizează în două ramuri terminale: una traversează rădăcinile clitoridiene, cealaltă irigă corpul și glandul. În interiorul corpurilor cavernoși al corpului clitoridian, arterele profunde se apropie de septul median al tunicii albuginea, fiind conectate printr-o formațiunea fibroasă ale septului. De la arterele profunde pleacă arterele helicine (artere spiralate) care străbat trabeculele (pereții corpurilor cavernoși) și se deschid în spații lacunare denumite caverne.
În timpul excitației sexuale, mușchii arterelor helicine se relaxează permițând umplerea rapidă a cavernelor cu sânge. Acumularea sângelui în spațiile cavernoase determină tumescența clitorisului.

## Omologie
Arteră profundă a clitorisului prezintă aceeași structură, ramificație și funcție ca și artera profundă a penisului, care asigură fluxul sangvin în corpii cavernoși masculini.